# هیبت‌بیگلو (ورزقان)
هیبت‌بیگلو یکی از روستاهای استان آذربایجان شرقی است که در دهستان ازومدل جنوبی بخش مرکزی شهرستان ورزقان واقع شده‌است.